# Ernst Henke (teolog)

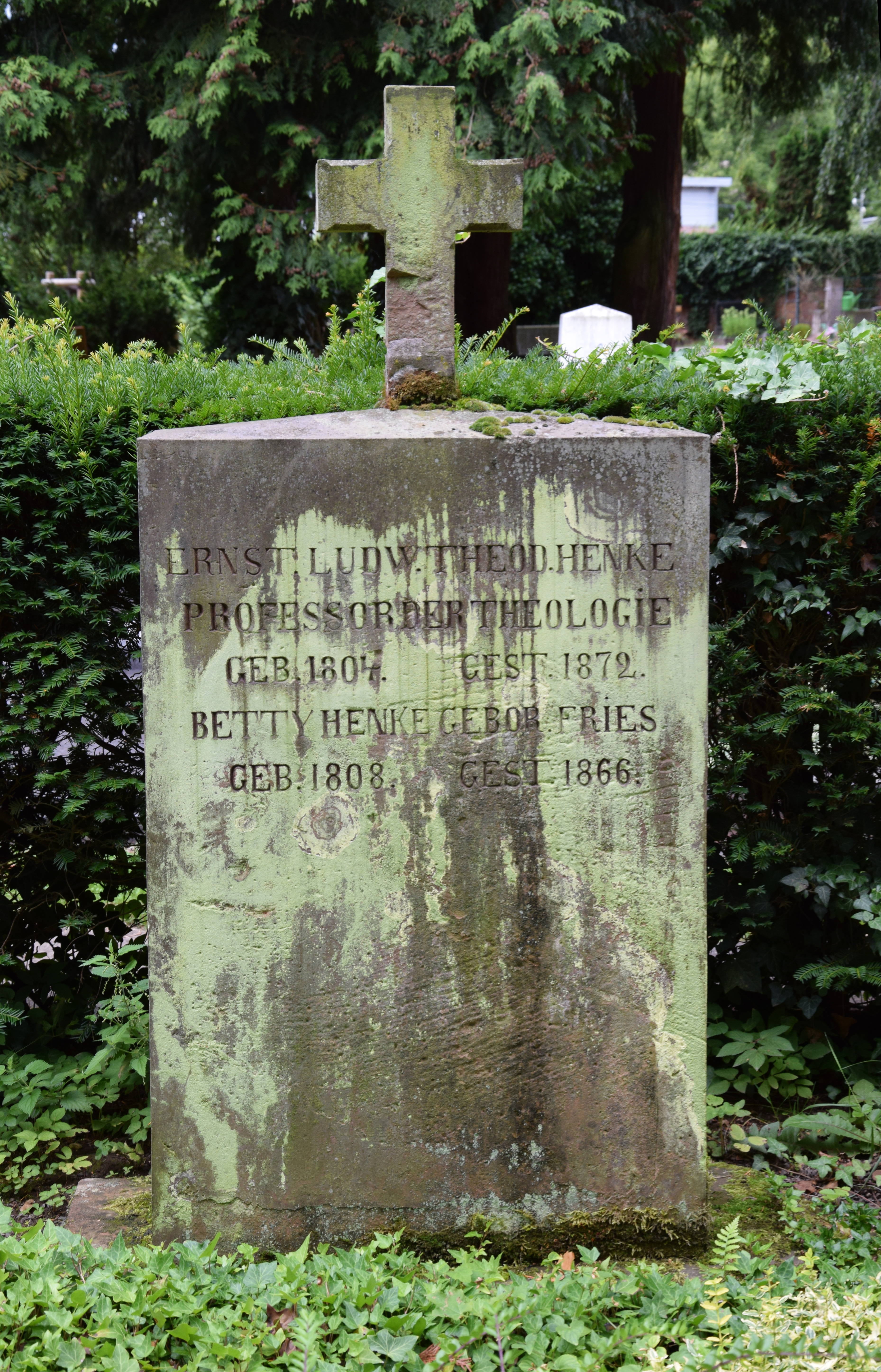
Ernst Henkes grav.

Ernst Ludwig Theodor Henke, född den 22 februari 1804 i Helmstedt, död den 1 december 1872 i Marburg, var en tysk kyrkohistoriker. Han var son till teologen Heinrich Henke och far till anatomen Wilhelm Henke.
Henke, som var teologie professor vid Marburgs universitet, skrev Georg Calixtus und seine Zeit (1853–1860) med flera arbeten.